# Казелина (Форли-Чезена)
Казелина (итал. Casellina) је насеље у Италији у округу Форли-Чезена, региону Емилија-Ромања.
Према процени из 2011. у насељу је живело 43 становника. Насеље се налази на надморској висини од 820 м.